# ألون إيفانز (لاعب كرة قدم)
ألون إيفانز (بالإنجليزية: Alun Evans)‏ (17 فبراير 1965 بنيوزيلندا - ) هو لاعب كرة قدم نيوزلندي في مركز الدفاع. شارك مع منتخب نيوزيلندا لكرة القدم.

## وصلات خارجية
- ألون إيفانز على موقع الاتحاد الدولي (مؤرشف)  (الإنجليزية)
- ألون إيفانز على موقع قاعدة بيانات كرة القدم.إي يو (الإنجليزية)
- ألون إيفانز على موقع ناشيونال فوتبول تيمز (الإنجليزية)